# Hugo Conwentz
Hugo Wilhelm Conwentz (* 20. Januar 1855 in Sankt Albrecht bei Danzig; † 12. Mai 1922 in Berlin) war ein deutscher Botaniker. Er gilt als Begründer des deutschen und europäischen Naturschutzes. Sein offizielles botanisches Autorenkürzel lautet „Conw.“

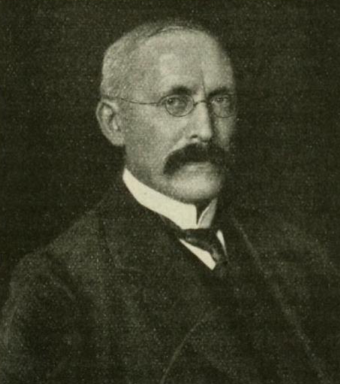
Hugo Conwentz

## Leben

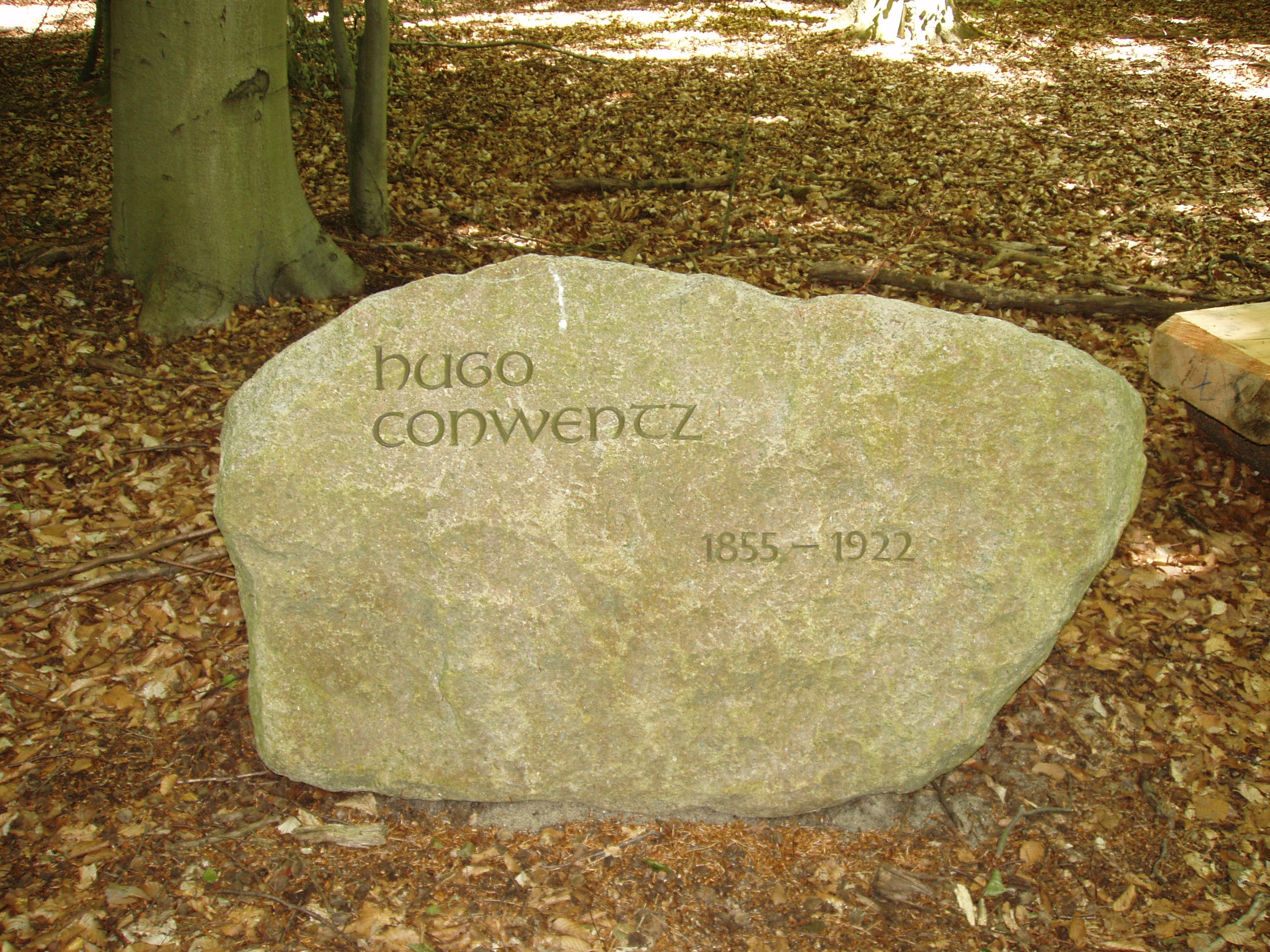
Conwentzstein im Naturschutzgebiet Plagefenn

Conwentz war Sohn eines Kohlenhändlers, gehörte zur Mennoniten-Gemeinde in Danzig und war gewandt im Verhandeln, Organisieren und Sammeln. Er studierte an den Universitäten Breslau und Göttingen und wurde bei Heinrich Göppert an der Universität Breslau im Fach Botanik promoviert. Der Versuch, sich zu habilitieren, scheiterte an preußischen Vorschriften, die hierfür eine gymnasiale Bildung forderten, über die Conwentz als Absolvent einer Realschule 1. Grades nicht verfügte.
1879 wurde er als 24-Jähriger zum Direktor des neu gegründeten Westpreußischen Provinzial-Museums in Danzig ernannt, das er mehr als 30 Jahre lang leitete. In dieser Funktion begann er, Gehölzbestände zu inventarisieren und nach ihrem Naturschutzwert zu klassifizieren. Diese Erhebungen und deren Publikation in der Denkschrift Die Gefährdung der Naturdenkmäler und Vorschläge zu ihrer Erhaltung gelten als Gründungsakt des organisierten Naturschutzes. Das erste öffentliche Bekenntnis zum Naturschutz erfolgte nach mehrfachen Besprechungen mit Wilhelm Wetekamp im März 1900 anlässlich eines Vortrags vor der Naturforschenden Gesellschaft in Danzig. Besonderes Augenmerk richtete er in seiner Naturschutztätigkeit auf den Schutz der Wälder und Moore.
Nach seinen Vorträgen an vier schwedischen Universitäten im Jahr 1904 erließ Schweden ein Naturschutzgesetz. Preußen richtete 1906 die Staatliche Stelle für Naturdenkmalspflege ein, deren Leitung Conwentz übertragen wurde. Schon im darauf folgenden Jahr wurde auf Initiative von Forstmeister Max Kienitz das erste Naturschutzgebiet Norddeutschlands eingerichtet, das Plagefenn bei Chorin. 1907 sprach Conwentz auf dem 8. Internationalen Kongress für Land- und Forstwirtschaft in Wien über die Erhaltung ursprünglicher Waldbestände. 1909 wurde ihm der Vorsitz der ersten Sitzung des 1. Internationalen Kongresses für Landschaftsschutz in Paris übertragen. 1910 wurde die Staatliche Stelle für Naturdenkmalpflege nach Berlin verlegt. In Anwesenheit hochstehender Ehrengäste wurde sie im Februar 1911 eröffnet und Conwentz zum hauptamtlichen Direktor ernannt; bis 1913 vertrat ihn sein Mitarbeiter Hans Klose vor Ort. Sein 1912 ins Preußische Parlament eingebrachter Entwurf eines Naturschutzgesetzes scheiterte am Widerstand der staatlichen Stellen. 1913 hielt er auf Einladung der russischen Regierung auf der 13. Konferenz der Naturforscher und Ärzte in Tiflis einen Vortrag, im selben Jahr auch in Prag und Brünn, wo kurz danach die Gründung einer Naturschutzorganisation für Böhmen und Mähren erfolgte.
Conwentz war seit dem 4. August 1919 mit der Schwedin Greta Ekelöf (1882–1933) verheiratet. Er starb 1922 im Alter von 67 Jahren. 
Zu seinen Kritikern gehörte der „Heidedichter“ Hermann Löns (1913): Der „conwentzionelle Naturschutz“ bedeute gut ausgeschilderte Denkmäler, zu denen Wander- und Gesangsvereine zögen, welche die Luft mit lautem Getöse erfüllten; findige Geschäftsleute, die an naturdenkwürdigen Orten Gastwirtschaften eröffneten und damit das Rotwild vertrieben; Heimatbund-Feste rund um Naturdenkmäler, nach denen die Waldarbeiter tagelang mit dem Auflesen von Stullenpapier, Eierschalen und Flaschenscherben zu tun hätten; und vor allem: Tafeln „von Quadratmetergröße“, auf denen groß und breit das Wort „Staatseigentum“ prange.

## Paläobotanische Leistungen
Als Paläobotaniker ist Conwentz insbesondere durch seine Schriften über botanische Inklusen im Baltischen Bernstein hervorgetreten. Seine epochalen Arbeiten über die Flora des Bernsteins (1886) und die Monographie der Bernsteinbäume (1890) sind Standardwerke der Inklusenforschung und haben noch heute Bestand. Er untersuchte in diesem Zusammenhang zahlreiche Stücke aus der Sammlung Menge und überprüfte ältere Beschreibungen von Heinrich Göppert und Robert Caspary anhand weiterer ihm zugänglicher Stücke.
Als Conwentz das Westpreussische Provinzial-Museum gründete, standen ihm die Sammlungen der Naturforschenden Gesellschaft und des Westpreussischen botanisch-zoologischen Vereins zur Verfügung. Darunter befand sich auch die von Anton Menge zusammengetragene Bernstein- und Spinnensammlung. Diesen Grundstock erweiterte er im Rahmen seines Direktorats (1880 bis 1910) durch Zukauf und dem Museum zugewendete Sammlungen, wie etwa der aus mehr als 5.000 Stücken bestehenden Inklusen- und Bernsteinsammlung von Otto Helm, zu einer der bedeutendsten Inklusensammlungen Baltischen Bernsteins überhaupt.

## Ehrungen
Der Bundesverband Beruflicher Naturschutz hat zum Andenken an Hugo Conwentz die „Hugo-Conwentz-Medaille“ gestiftet, die alljährlich an Persönlichkeiten verliehen wird, die sich in ihrem Beruf um den Naturschutz und die Landschaftspflege verdient gemacht haben. Im Mai 2005 wurde im Plagefenn, dem ersten deutschen Naturschutzgebiet, der Conwentzstein eingeweiht.

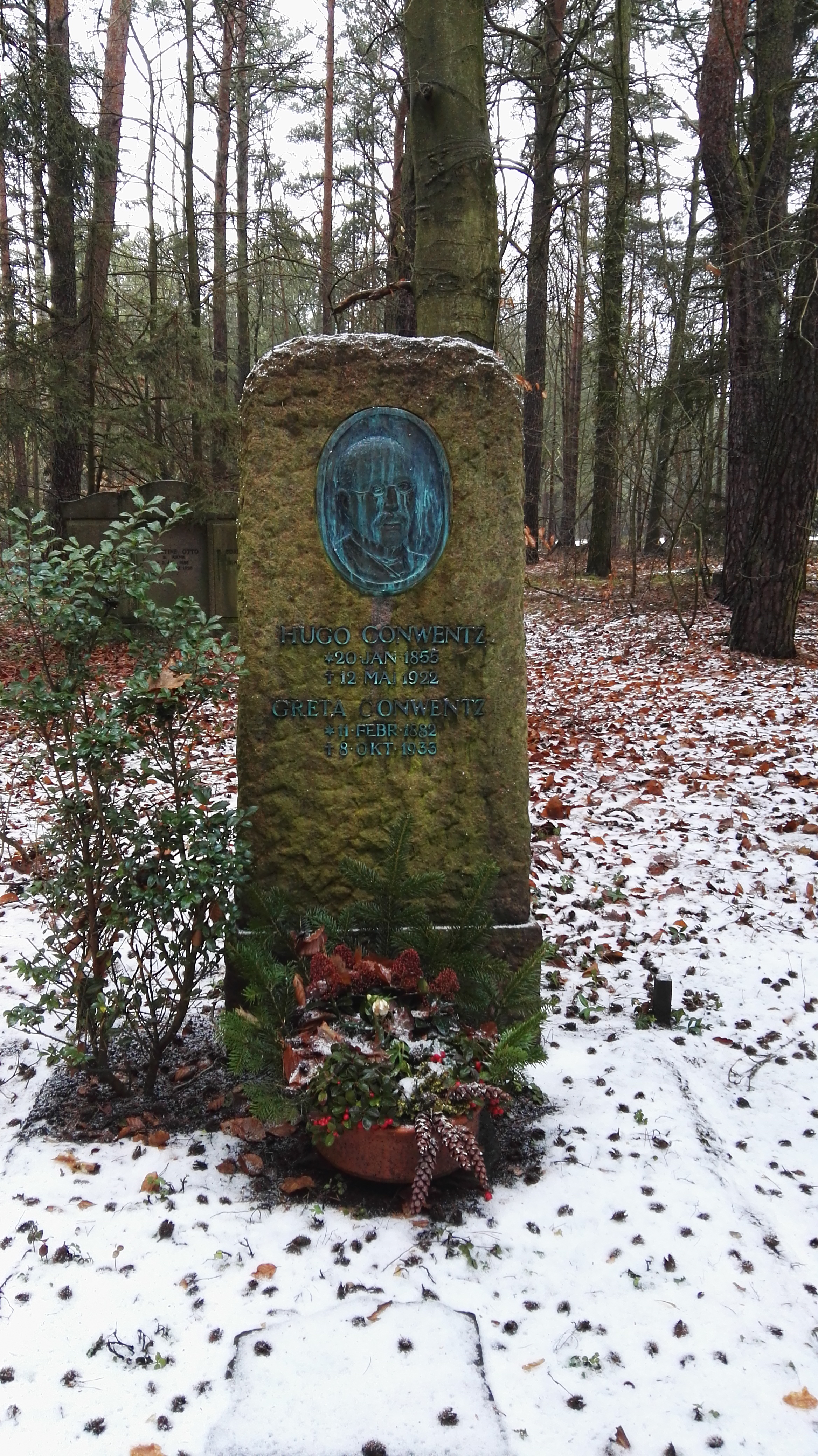
Grabstätte

Nach einer Umbettung aus städtebaulichen Gründen ist sein Grab heute auf dem Südwestkirchhof Stahnsdorf zu finden, auf dem auch seine Schwester, die Schriftstellerin Anna Conwentz (1858–1912), begraben ist. Es wurde 1952 vom Berliner Senat zum Ehrengrab der Stadt Berlin erklärt. Der Ehrengrabstatus wurde im Juni 2014 durch den Senat aufgehoben. Daraufhin hat die Stiftung Naturschutzgeschichte (Königswinter) für die nächsten zehn Jahre die Patenschaft über die Grabanlage übernommen.
Hugo Conwentz war seit 1881 Mitglied der Leopoldina. Sein Freund Alfred Gabriel Nathorst gab einer Landspitze in Spitzbergens Van Mijenfjord den Namen Conwentzodden.
Im Münchner Vorort Thalkirchen ist eine Straße als Conwentzstraße benannt. Der Bundesverband Beruflicher Naturschutz e. V. vergibt seit 1986 die Hugo-Conwentz-Medaille  für besondere Leistungen im beruflichen Naturschutz.

## Schriften (Auswahl)
- Die Flora des Bernsteins und ihre Beziehungen zur Flora der Tertiärformationen und der Gegenwart. Begonnen von H. R. Goeppert und A. Menge, „nach deren Dahinscheiden selbständig bearbeitet und fortgesetzt von H. Conwentz“. Danzig 1886.
- Monographie der baltischen Bernsteinbäume, Danzig 1890
- Über die Verbreitung des Succinits, besonders in Schweden und Dänemark. In: Schriften der Naturforschenden Gesellschaft in Danzig Band 7, Heft 3, Danzig 1890.
- Die Eibe in Westpreußen, ein aussterbender Waldbaum, Danzig 1892. (Digitalisat in der Digitalen Bibliothek Mecklenburg-Vorpommern)
- Beobachtungen über seltene Waldbäume in Westpreußen mit Berücksichtigung ihres Vorkommens im Allgemeinen. Danzig 1895 (Google Books) (Digitalisat in der Digitalen Bibliothek Mecklenburg-Vorpommern)
- Die Moorbrücken im Thal der Sorge auf der Grenze zwischen Westpreußen und Ostpreußen. Ein Beitrag zur Kenntniss der Naturgeschichte und Vorgeschichte des Landes, Danzig 1897. (Digitalisat in der Digitalen Bibliothek Mecklenburg-Vorpommern).
- Über das Vorkommen der Elsbeere und Rotbuche, Danzig 1899
- Forstbotanisches Merkbuch für Westpreußen – Nachweis der beachtenswerthen und zu schützenden urwüchsigen Bestände, Bäume und Bestände im Königreich Preußen. Herausgegeben auf Veranlassung des preußischen Ministers für Landwirtschaft, Domänen und Forsten, Berlin 1900
- Die Gefährdung der Naturdenkmäler und Vorschläge zu ihrer Erhaltung. Denkschrift, dem Herrn Minister der geistlichen, Unterrichts- und Medizinal-Angelegenheiten überreicht, Berlin 1904
- Die Heimatkunde in der Schule. Grundlage und Vorschläge zur Förderung der naturgeschichtlichen und geographischen Heimatkunde in der Schule, Berlin 1904
- Schutz der natürlichen Landschaft, vornehmlich in Bayern, Berlin 1907 (Digitalisat).
- als Mitautor: Das Plagefenn bei Chorin. Ergebnisse der Durchforschung eines Naturschutzgebietes der Preußischen Forstverwaltung, Berlin 1912
- Naturschutzgebiete in Deutschland, Österreich und einigen anderen Ländern. In: Zeitschrift der Gesellschaft für Erdkunde zu Berlin. 1915, S. 29–51 (Digitalisat)
- Merkbuch für Naturdenkmalpflege und verwandte Bestrebungen, Berlin 1918
- Heimatkunde und Heimatschutz in der Schule. Abteilung 1, Berlin 1922